# Prince Vaali
Hoàng tử Vaali (tiếng Anh: Prince Vaali) là bộ phim chủ đề siêu anh hùng do Vishnu Tanay đạo diễn, có sự tham gia của Shiva Thejus- vai Vaali, Daiana Menezes (diễn viên nữ trẻ Brazil) và Salma Hayek (ngôi sao điện ảnh Mexico)- vai nữ hoàng Alien. Đây là bộ phim tốn kém nhất trong lịch sử điện ảnh Ấn Độ, với tổng chi 140 triệu USD. Phim được quay tại Baja California, Mexico. Dự kiến phim ra mắt năm 2014, bằng tiếng Anh, Hindi, Tamil, Telugu và Tây Ban Nha.

## Nội dung
Phim dựa theo cốt truyện về hình ảnh vị khỉ thần Hanuman của người Hindu.